# Mia Böhringer
Pour les articles homonymes, voir Bohringer.
Mia Böhringer née le 12 avril 2003, est une joueuse allemande de hockey sur gazon.

## Carrière
Elle a été appelée en équipe première en 2022.